# 고산 (기업인)

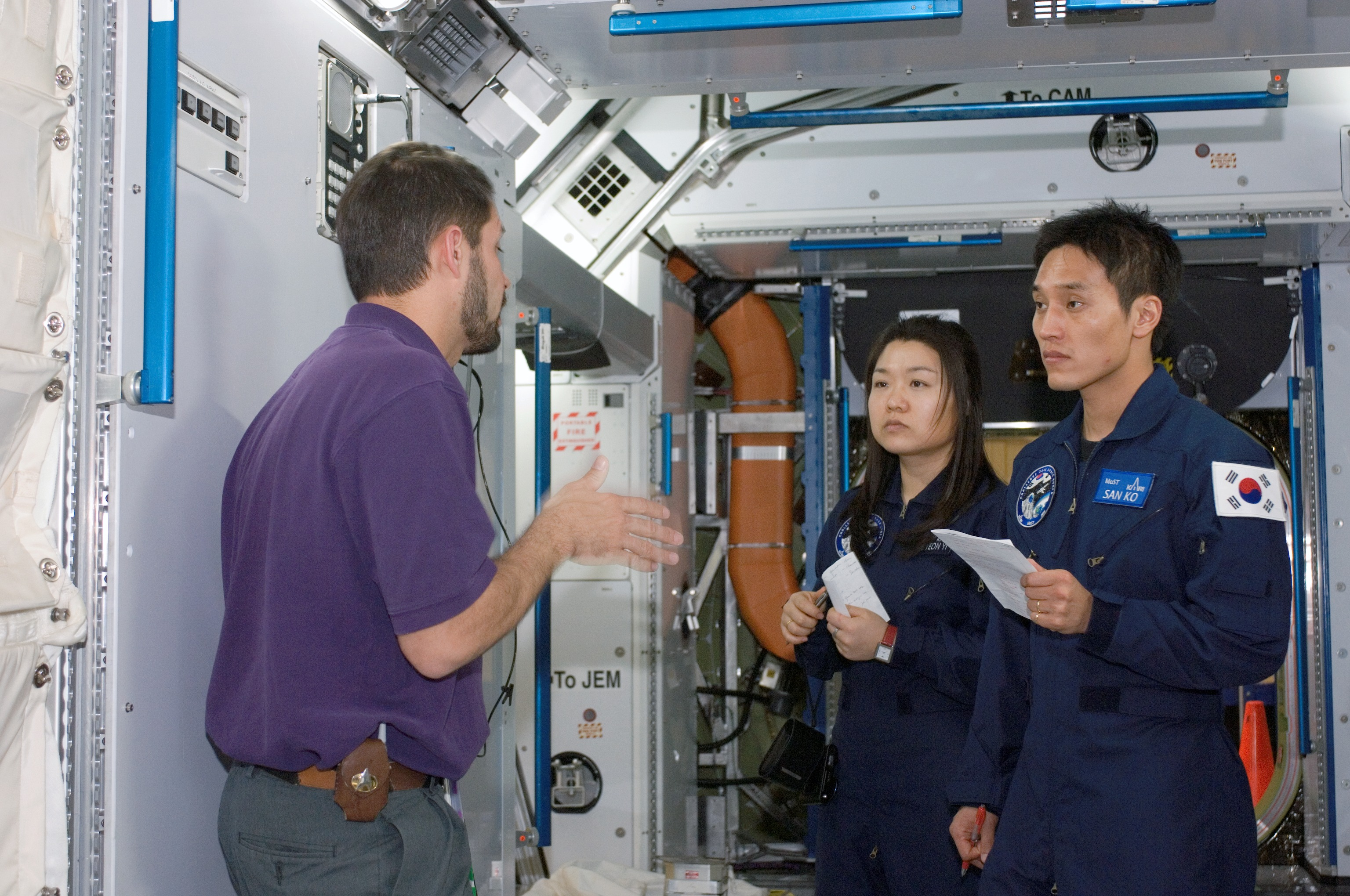
고산과 이소연이 장비에 대한 훈련을 받는 모습

고산(高山, 1976년 10월 19일 ~ )은 대한민국 최초의 우주비행사 또는 우주비행 참가자(SFP)로 선정되었던 사람으로, 부산광역시 출신이다. 한영외국어고등학교 중국어과, 서울대학교 수학과를 졸업하였다. 삼성종합기술원에서 연구원으로 근무한바 있다.

## 생애
2013년 3D 프린터 관련 벤처기업인 '에이팀 벤처스(ATEAM VENTURES)'를 창립 하였으며 2015년 5월 첫번째 제품인 '크리에이터블 D2 (Creatable D2)'를 출시 하였다.
2019년부터 창업지원 전문 비영리단체인 '타이드 인스티튜트(TIDE Institute)' 대표를 역임하고 있다.
과학기술부가 2000년 12월 러시아와 공동으로 우주비행사 양성 계획을 수립하고, 2006년 4월에 우주비행사 모집공고를 한 이래, 전체 지원자 3만 6206명중 이소연과 함께 최종후보 2인으로 선발되었다. 2007년 3월부터 이소연과 함께 러시아의 가가린 우주센터에서 우주 적응과 우주과학 실험 수행을 위한 고등 훈련을 받았다. 같은 해 9월 5일에 대한민국 최초의 우주인으로 선발되었다.

## 사건
2008년 4월 8일에 소유스 TMA-12에 탑승해 우주 비행에 나서면 국제우주정거장(ISS)에 7 ~ 8일간 머물며 무중력의 우주 공간에서만 가능한 다양한 과학 실험을 하게 될 예정이었으나, 훈련 규정 위반혐의(보안관련), 즉 외부유출이 금지된 자료를 유출한 혐의로 2008년 3월 10일에 백업 후보였던 이소연으로 교체되고 대신 백업 우주인이 되었다.

## 학력
- 장전초등학교
- 한영외국어고등학교
- 서울대학교 수학 학사
- 서울대학교 대학원 인지과학 협동과정 석사
- 하버드대학교 케네디행정대학원 공공정책 석사과정 중퇴

## 경력
- 삼성종합기술원 인공지능연구원
- 한국항공우주연구원 연구원
- 타이드인스티튜트 (대표)
- 에이팀 벤처스 (대표)
- 4차산업혁명위원회 산업경제혁신위원회 위원
- 제20대 대통령직인수위원회 과학기술교육분과 인수위원

## 수상
- 2004년 전국 신인 아마추어 복싱 선수권대회 동메달

## 같이 보기
- 한국 우주인 배출 사업(KAP, Korean Astronaut Program)
- 바이코누르 우주 기지
- 소유스 우주선
- 이소연
- 엑스퍼디션 17(Expedition 17)
- 각국 최초의 우주인
- 알렉산드르 미나예프